# Liste der deutschen Botschafter in Nordkorea
Die Liste der deutschen Botschafter in Nordkorea enthält die Botschafter der Bundesrepublik Deutschland in Nordkorea. Sitz der Botschaft ist in Pjöngjang.
| Name                  | Amtszeit  |
| --------------------- | --------- |
| Doris Hertrampf       | 2002–2005 |
| Friedrich Ludwig Löhr | 2005–2007 |
| Thomas Schäfer        | 2007–2010 |
| Gerhard Thiedemann    | 2010–2013 |
| Thomas Schäfer        | 2013–2018 |
| Pit Heltmann          | 2018–2021 |
| N.N.                  | 2021      |